# Laat bezoek
Laat bezoek is een hoorspel van Leslie Darbon. Night Caller werd op 18 oktober 1967 door de BBC uitgezonden. Rouke G. Broersma  vertaalde het en de AVRO zond het uit op  dinsdag 9 mei 1972. De regisseur was Dick van Putten. Het hoorspel duurde 28 minuten.

## Rolbezetting
- Gerrie Mantel (Melanie)
- Dogi Rugani (juffrouw Jenkins)
- Hans Veerman (Bixley)
- Bob Verstraete (de inspecteur)
- Tonny Foletta (de brigadier)

## Inhoud
De pianolerares juffrouw Jenkins heeft net haar laatste leerlinge weggestuurd, als een met een revolver gewapende man aanklopt en denkt dat hij zijn moeder voor zich heeft. In werkelijkheid is Gordon Bixley - zoals de luidspreker van de politie op straat meldt - een geestesgestoorde moordenaar die net uit de gevangenis is ontsnapt. Als ze zich bewust wordt van haar uitzichtloze toestand, begint juffrouw Jenkins mee te spelen en leeft zich in de rol van Bixleys moeder in…